# Пул (департамент)
Пул (фр. Pool) — департамент у Республіці Конго. Межує з департаментами Буенза, Лекуму, Плато, Браззавілем та Демократичною Республікою Конго. Площа - 33 955 км². Населення на 2010 рік - 436 786 осіб. Щільність - 12,86 осіб/км². Природний приріст - 2,94%. Адміністративний центр - місто Кінкала.

## Населення
Динаміка зміни чисельності населення:
| Рік  | Населення |
| ---- | --------- |
| 1984 | 187 849   |
| 1996 | 265 180   |
| 2006 | 376 425   |
| 2010 | 436 786   |

## Адміністративний поділ
Пул підрозділяється на 13 округів:
- Боко (13 643 особи).
- Віндза (5912 осіб).
- Гома Тсе-Тсе (15 615 осіб).
- Ігніє (29 290 осіб).
- Кімба (4516 осіб).
- Кіндамба (17 295 осіб).
- Кінкала (34 608 осіб).
- Луїнгуї (10 553 осіб).
- Лумо (4715 осіб).
- Маяма (7036 осіб).
- Мбанза-Ндунгу (9737 осіб).
- Міндулі (53 584 особи).
- Нгабе (30 091 осіб).